# Peter Damiani
Peter Damiani (latinsko Petrus Damiani, italijansko Pietro ali Pier Damiani), benediktinski menih, škof, kardinal, svetnik in cerkveni učitelj, * okoli 1007, † 21. ali 22. februar 1072 ali 1073.

## Življenje
Rodil se je v Raveni v Italiji kot najmlajši otrok v plemeniti, vendar obubožani družini. Kmalu je osirotel. Posvojil ga je eden od bratov, ki je grdo ravnal z njim. Brat Damian, ki je bil duhovnik, se ga je usmilil in je poskrbel za njegovo šolanje. Peter je v znamenje hvaležnosti svojemu imenu dodal bratovo ime. Peter Damiani je bil zelo dober študent in je postal slovit učitelj retorike v Raveni. Bil je odličen poznavalec latinščine, teologije in kanonskega prava.
Okrog leta 1035 se je umaknil v samostan Fonte Avellana, kjer so menihi živeli kot puščavniki po pravilih svetega Benedikta. Tu je leta 1043 postal predstojnik in se zavzemal za ideal meniškega uboštva, ki naj bi ga sprejela tudi škofijska duhovščina. Čeprav je živel v samostanski samoti, je spremljal dogajanje v Cerkvi in si prizadeval za cerkveno prenovitev. Ustanavljal je nove samostane in reformiral stare. V delu Liber gratissimus je nastopal proti kupčevanju s cerkvenimi službami (simoniji), vendar je zagovarjal veljavnost zakramentov, ki so jih podeljevali simonistični kleriki. Okrog leta 1050 je napisal delo Liber Gomorrhianus, naslovljeno na papeža. V tem spisu odkrito piše o spolnih zlorabah dečkov, ki so jih zakrivili duhovniki in prikrivali njihovi škofje, o sodomiji in konkubinatu med duhovniki ter od papeža zahteva, da take duhovnike in škofe odstrani iz njihove službe. Papež Leon IX. se je strinjal z njegovimi ugotovitvami in je podprl njegova prizadevanja, čeprav ni uzakonil vseh njegovih predlogov.
Leta 1057 ga je papež Štefan IX. imenoval za kardinala in škofa v Ostiji. Papeži so mu večkrat zaupali razne naloge za prenovo Cerkve, čeprav jih je vedno znova prosil, naj mu dovolijo, da se vrne v svoj samostan. Skupaj s francoskim kardinaloma Humbertom de Silva Candida in kardinalom Hildebrandom (poznejši papež Gregor VII.) je odločilno oblikoval podobo srednjeveškega papeštva in Cerkve nasploh.
Umrl je v benediktinskem samostanu Santa Maria Foris Portam, ki se je takrat nahajal zunaj obzidja mesta Faenza, ko se je leta 1072 ali 1073 iz Ravene vračal v svoj samostan Fonte Avellana. Njegovi posmrtni ostanki danes počivajo v stolnici v Faenzi.

Za cerkvenega učitelja ga je razglasil 1. oktobra 1828 Leon XII.. 